# Acantilado

Partes de un acantilado marino: 1) socave; 2) plataforma de abrasión o rasa; 3) plataforma de acumulación.

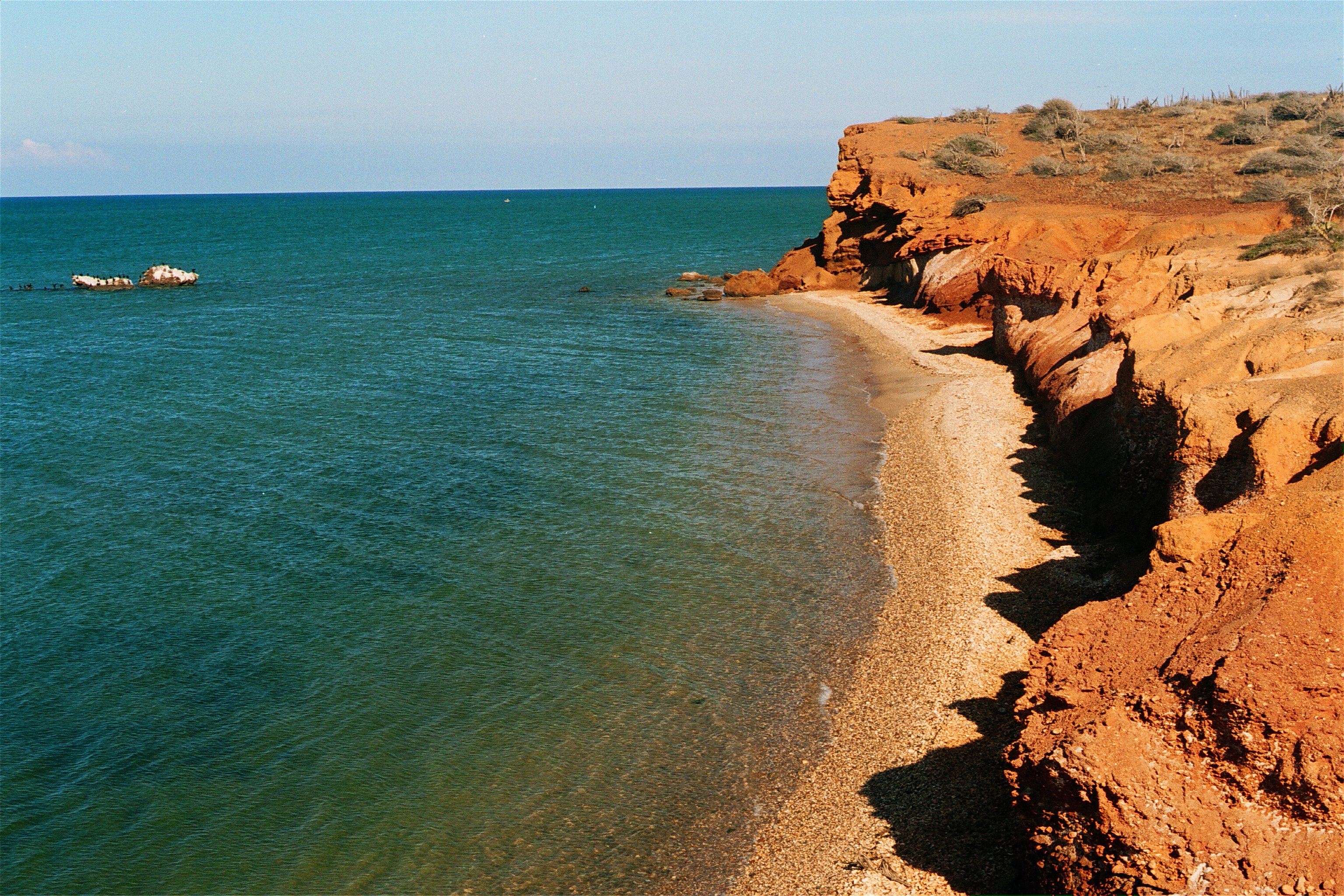
Acantilado de la playa El Amor (Isla de Coche), Venezuela.

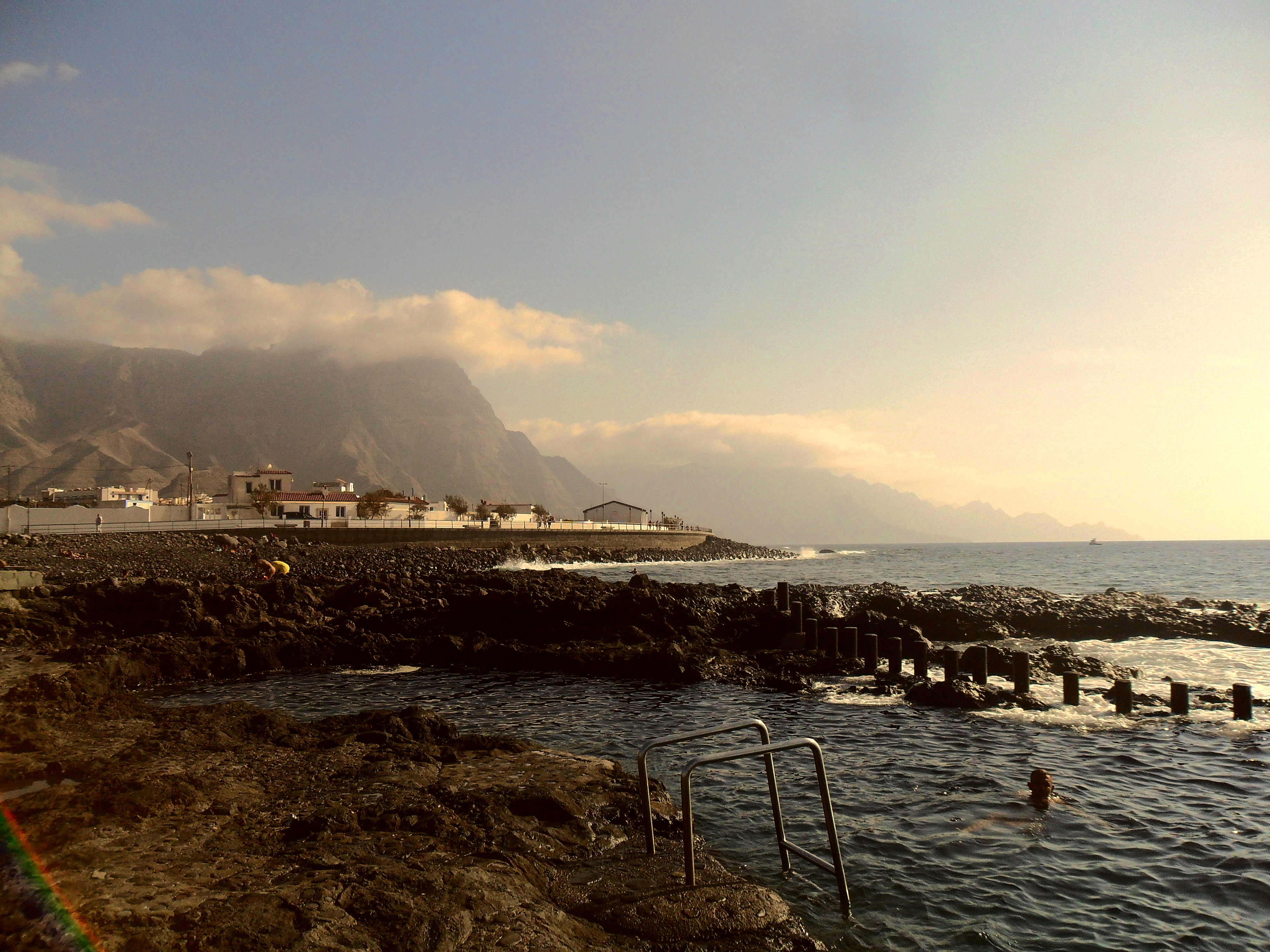
Acantilado marino de Faneque, isla Canaria de Gran Canaria, municipio de Agaete.

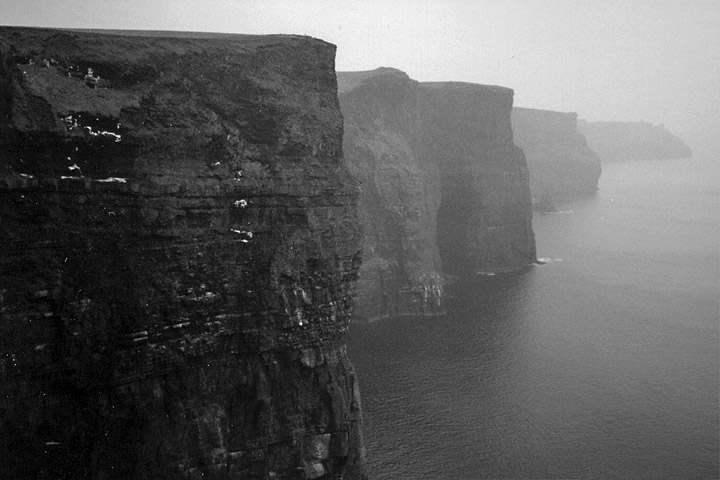
Acantilados de Moher, Irlanda.

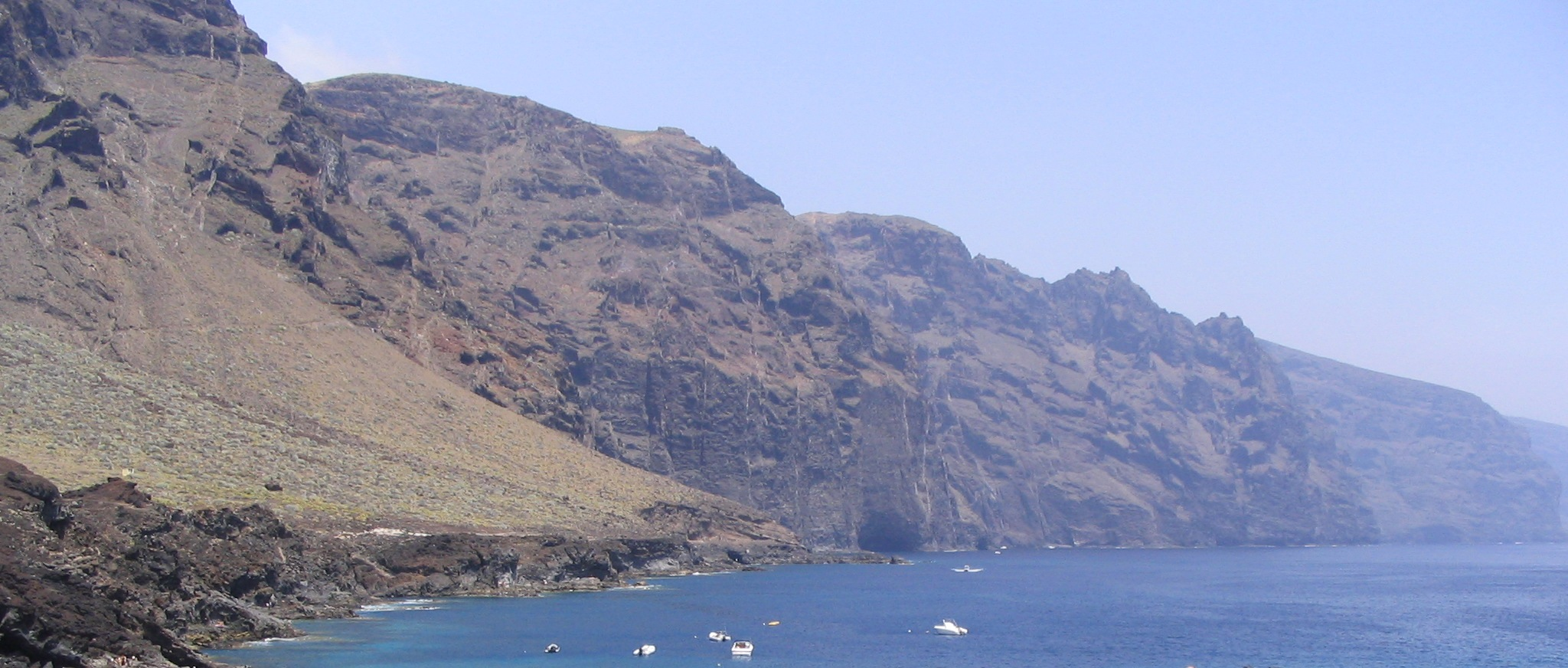
Acantilado de los Gigantes, Tenerife (España).

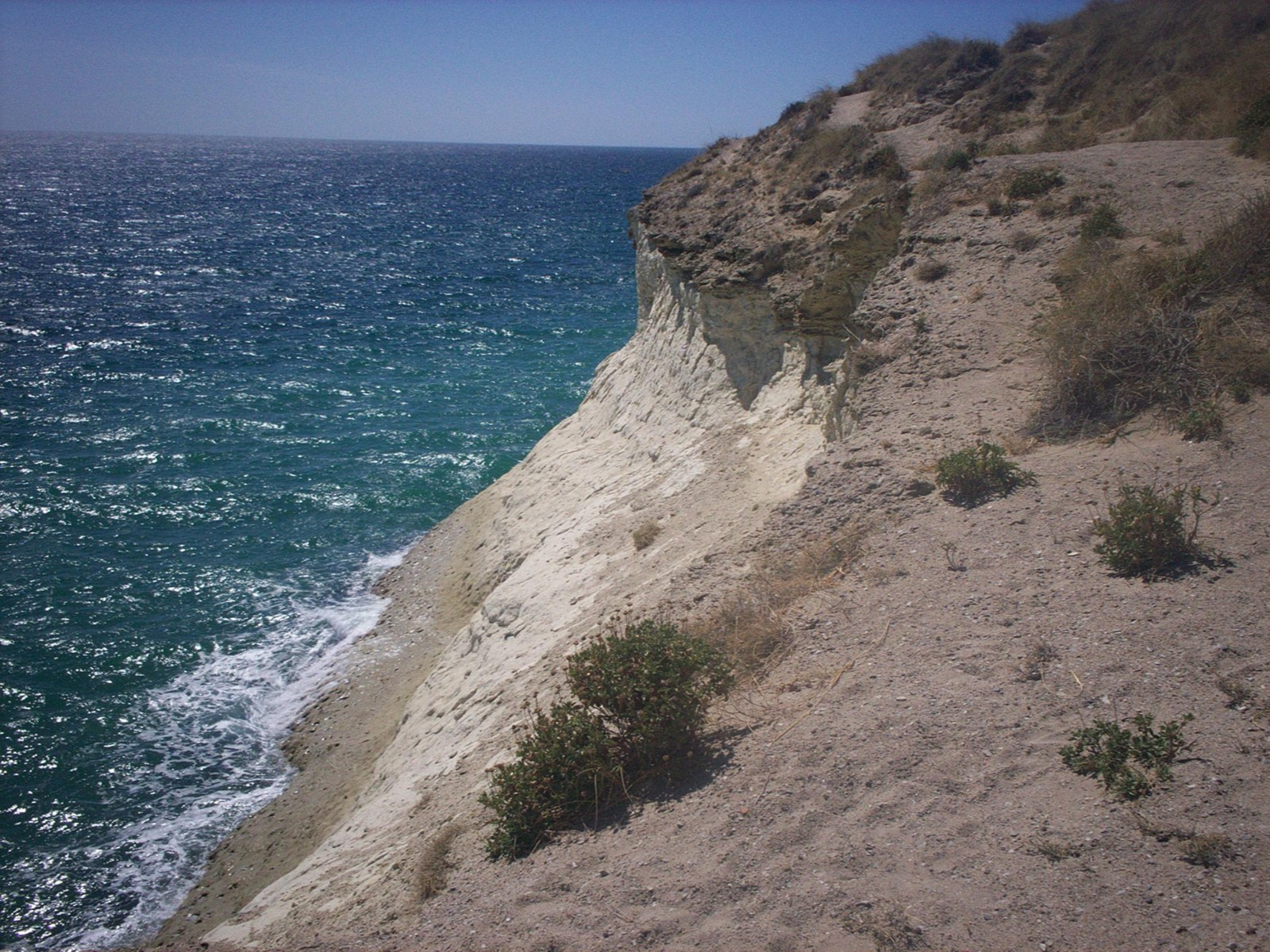
Acantilado en Puerto Madryn, Argentina.

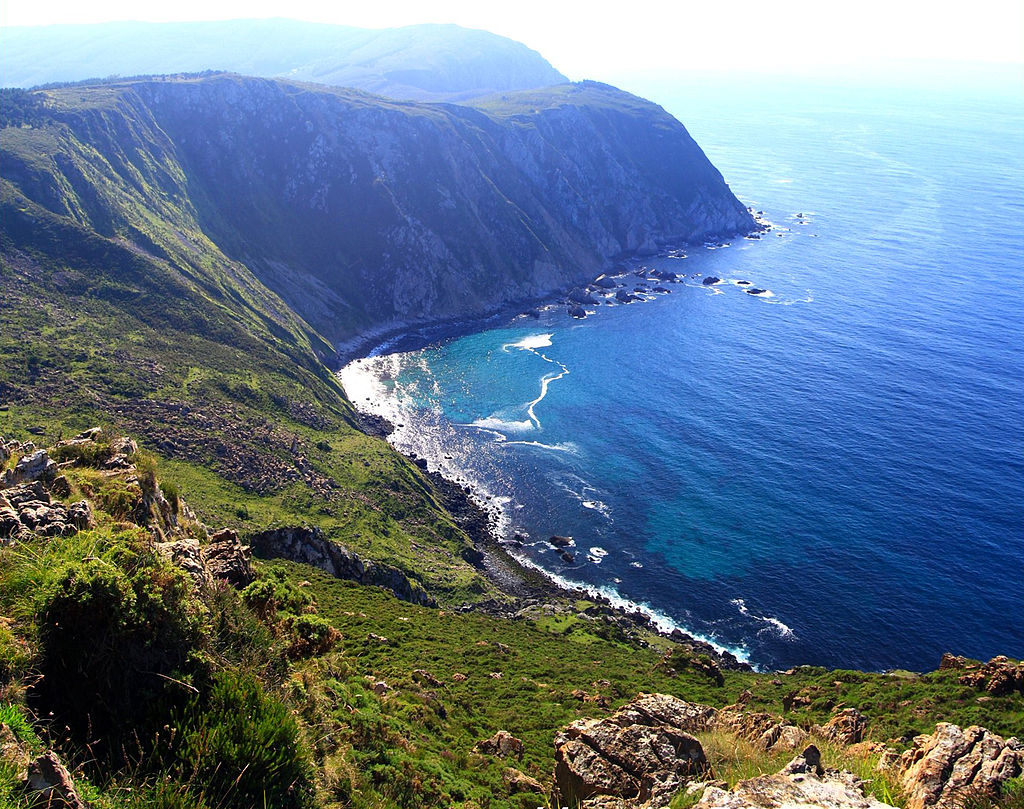
Acantilados en la zona de la Vixía Herbeira, en Galicia (España).

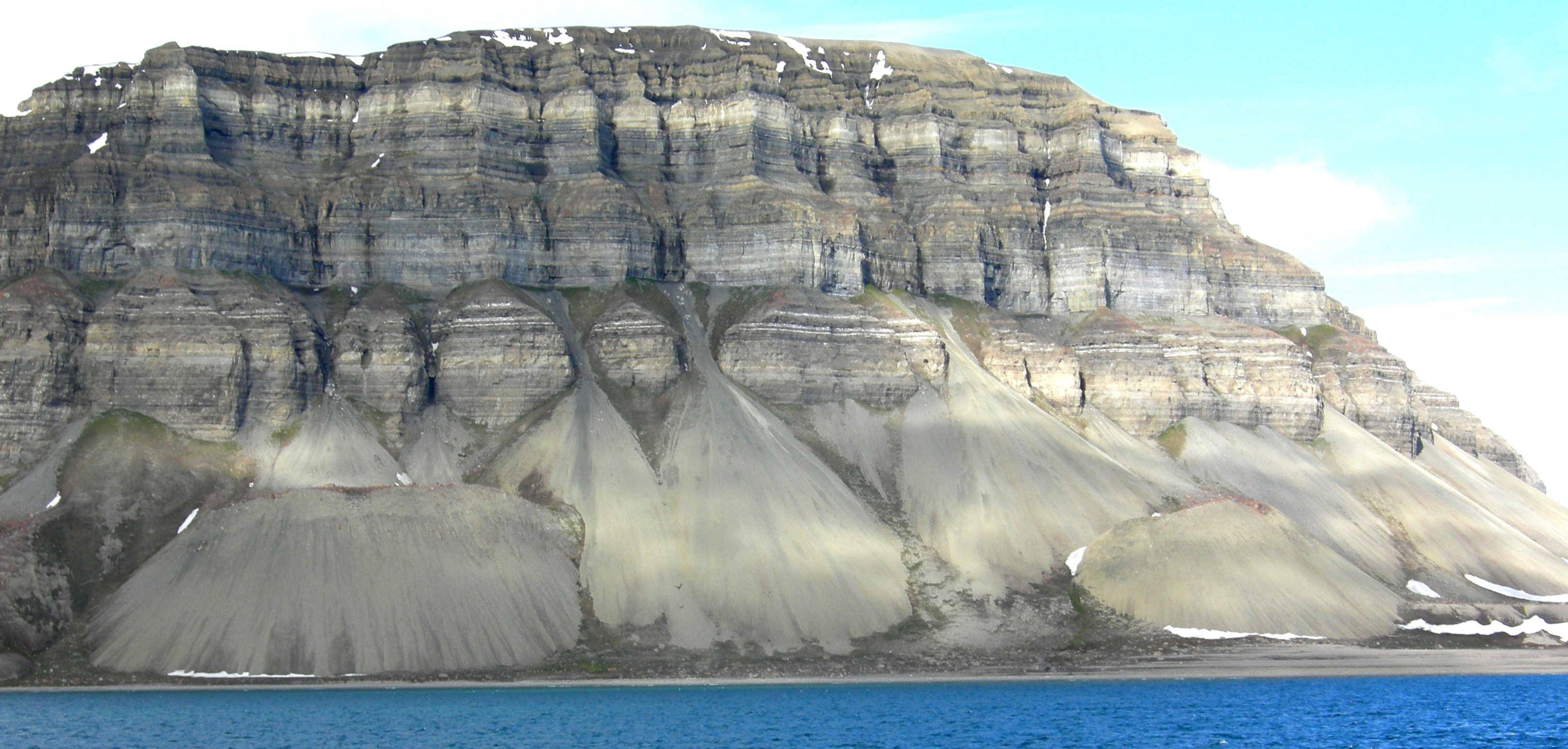
Isfjorden, Svalbard.

Un acantilado es un accidente geográfico que consiste en una pendiente o una abrupta vertical. Normalmente se alude a acantilado cuando está sobre la costa, pero también pueden ser considerados como tales los que existen en montañas, fallas y orillas de los ríos. Cuando un acantilado costero de forma tabular alcanza grandes dimensiones se le denomina farallón.
Los acantilados suelen estar compuestos por rocas resistentes a la erosión y al desgaste por la acción atmosférica, generalmente rocas sedimentarias como la limonita, arenisca, caliza, dolomita, aunque también pueden apreciarse rocas ígneas como el basalto o el granito en estas formaciones.
Un escarpe es un caso particular de acantilado, formada por el movimiento de una falla tectónica o un derrumbe. La mayoría de los acantilados acaban en forma dependiente en su base; en áreas áridas o debajo de grandes acantilados, el talud es generalmente una acumulación de rocas desprendidas, mientras que en áreas de mayor humedad, las rocas del talud quedan cubiertas por una capa de tierra compactada por la humedad, formando un suelo.
Muchos acantilados también presentan cascadas y grutas excavadas en la base. A veces los acantilados mueren al final de una cresta, creando estructuras pétreas singulares.

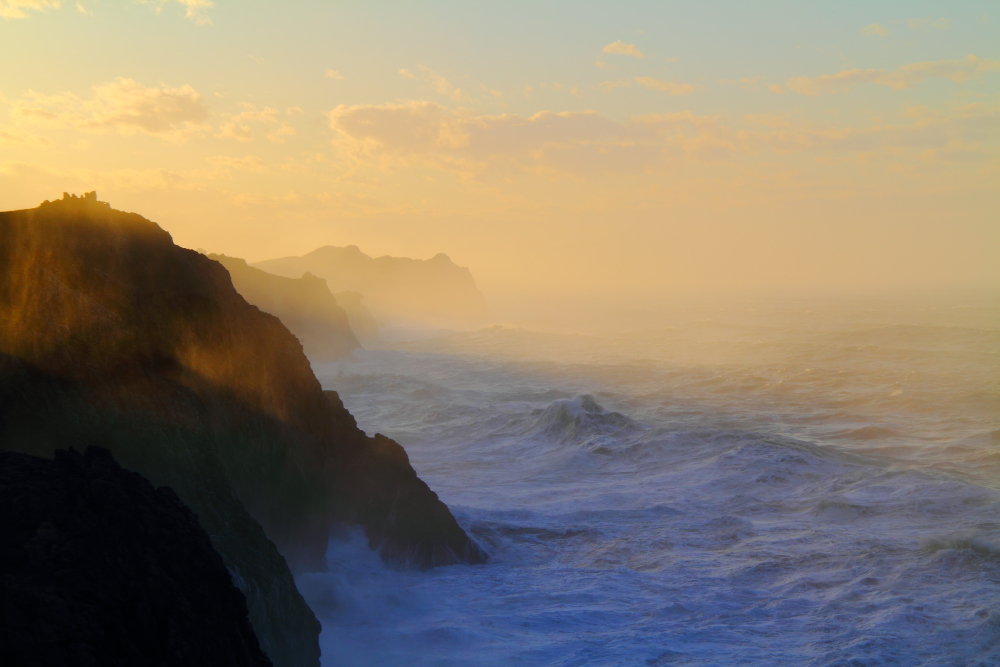
Acantilados de Toñanes, Alfoz de Lloredo, Cantabria.

El acantilado costero más alto del mundo es el Thumbnail, que se trata de la cara este del Agdlerussakasit, situado al sur de Groenlandia, con cerca de 1500 m s. n. m.
Otros acantilados que se encuentran entre los más altos del mundo son el risco de Faneque perteneciente al municipio de Agaete en la isla de Gran Canaria (Islas Canarias) con 1027 m, y uno situado en Kaulapapa (Hawái) con 1010 metros.
En Galicia, al noroeste de España, se encuentran los acantilados más altos de Europa continental, que alcanzan altitudes de más de 600 metros en la zona de la Garita Herbeira.

## Etimología
Acantilado proviene de la palabra inglesa antigua clif de esencialmente el mismo significado, cognado con neerlandés, bajo alemán y nórdico antiguo klif 'acantilado'. A su vez, todas ellas pueden proceder de un préstamo del romance al germánico primitivo que tiene su origen en las formas latinas clivus / clevus («pendiente» o «ladera»).

## Acantilados grandes y famosos

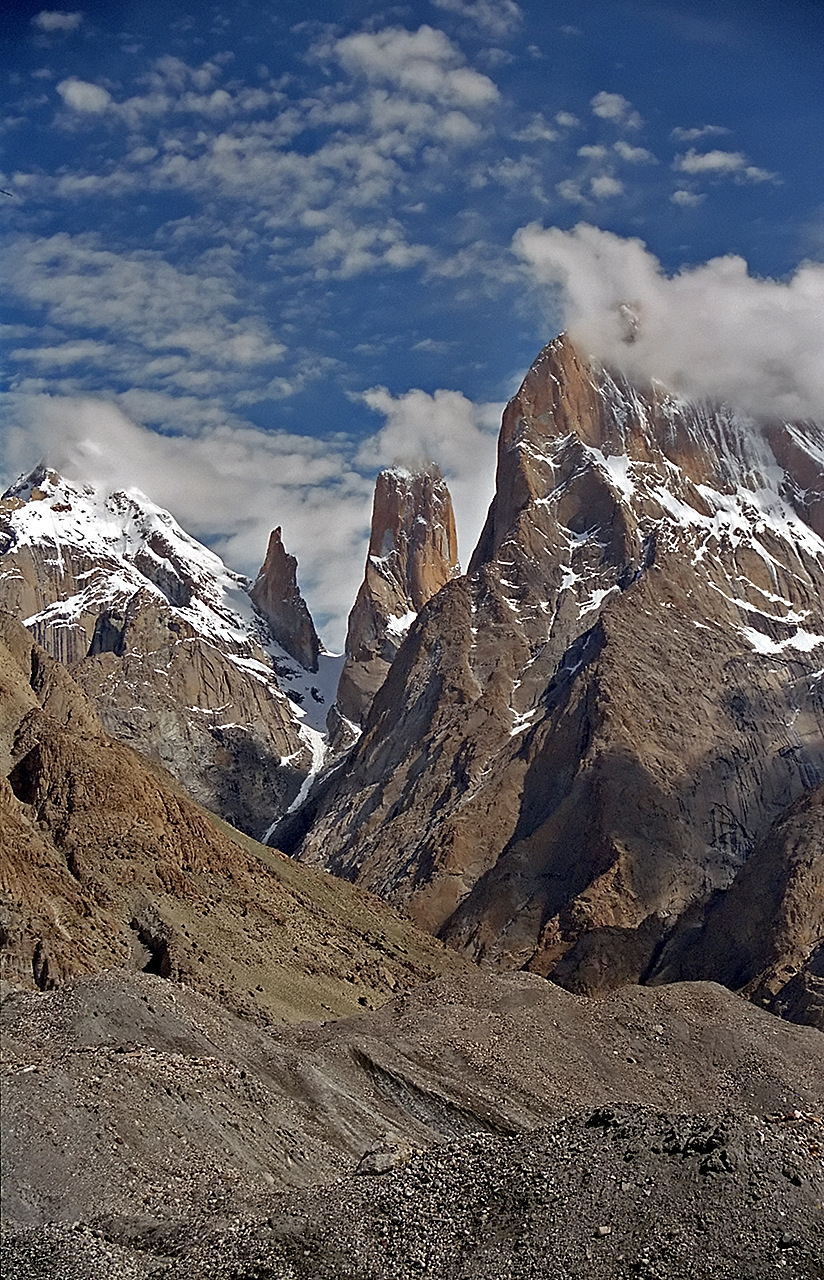
Acantilados en Pakistán

En tanto los acantilados no tienen por qué ser exactamente verticales, puede resultar ambiguo determinar si una pendiente en particular es un acantilado o no, así como qué parte de una determinada pendiente debe contarse como acantilado. Por ejemplo, si hay una pared de roca realmente vertical sobre una pendiente muy pronunciada, es posible contar solo la pared de roca como un acantilado o la combinación de las dos. En consecuencia, los listados de acantilados son intrínsecamente inciertos.
Algunos de los acantilados más grandes de la Tierra se encuentran bajo el agua. Por ejemplo, una caída de 8.000 m en un tramo de 4.250 m se encuentra en una cresta situada dentro de la Fosa de Kermadec.
Los acantilados no verticales más altos del mundo son la cara Rupal del Nanga Parbat y la cara suroriental del Gyala Peri, que se elevan aproximadamente 4.600 m sobre su base. Según otras fuentes, el acantilado más alto del mundo, de unos 1.340 m de altura, es la cara oriental del Gran Trango, en las montañas del Karakórum, al norte de Pakistán. Este cálculo usa un concepto de acantilado bastante estricto, en tanto la cifra de 1.340 m se refiere a una pared casi vertical de dos pilares apilados; si se le añade la pendiente muy empinada, la caída total desde el precipicio de la cara oriental hasta el cercano glaciar Dunge es de casi 2.000 m.
La ubicación de los acantilados marinos más altos del mundo depende también de la definición de «acantilado» que se use. Según el libro Guinness de los récords el más alto es el de Kalaupapa, en Hawái, con 1.010 m de altura. Otro candidato es la cara norte del Mitre Peak, que cae a 1.683 m en Milford Sound (Nueva Zelanda), que está sujeto a una definición menos estricta, ya que la pendiente media de estos acantilados en Kaulapapa es de aproximadamente 1,7, lo que corresponde a un ángulo de 60 grados, y el Mitre Peak es similar. Una caída más vertical hacia el mar se encuentra en el Maujit Qaqarssuasia (también conocido como "Thumbnail" o uña del pulgar), que está situado en la zona del fiordo de Torssukátak, en el extremo de Groenlandia del Sur, y que cae 1.560 m de forma casi vertical.
Si la definición de acantilados se refiere exclusivamente a una caída verdaderamente vertical, el monte Thor, en la isla de Baffin, en el Ártico canadiense, suele considerarse el más alto, con 1.370 m de altura total (los 480 m superiores sobresalen), y se dice que es la caída vertical más larga de la Tierra, con 1.250 m. Sin embargo, otros acantilados en la isla de Baffin, como el Chapitel del Sol Polar en el fiordo Sam Ford, u otros en zonas remotas de Groenlandia pueden ser más altos.
El acantilado más alto del sistema solar puede ser Verona Rupes, una escarpa de falla de aproximadamente 20 km (12 mi) de altura en Miranda, una luna de Urano.

## Lista
La siguiente es una lista incompleta de los acantilados del mundo.

### África
Sobre el Mar
- Risco de Faneque, Gran Canaria, Canarias, España, 1.027 m (3369 pies) sobre el Océano Atlántico.
- Cantilados de Anaga, Tenerife, Islas Canarias, España, 592 m (1942,3 pies) sobre el Océano Atlántico
- Cabo Hangklip, Cabo Occidental, Sudáfrica, 453,1 m (1486,5 pies) sobre False Bay, Océano Atlántico
- Cape Point, Cabo Occidental, Sudáfrica, 249 m (816,9 pies) sobre el océano Atlántico
- Chapman's Peak, Cabo Occidental, Sudáfrica, 596 m (1955,4 pies) sobre el Océano Atlántico
- Karbonkelberg, Ciudad del Cabo, Cabo Occidental, Sudáfrica, 653 m (2142,4 pies) sobre Hout Bay, Océano Atlántico
- Kogelberg, Western Cape, Sudáfrica, 1289 m (4229,0 pies) sobre False Bay, Atlantic Ocean
- Los Gigantes, Tenerife, Islas Canarias, España, 637 m (2089,9 pies) sobre el océano Atlántico
- Table Mountain, Ciudad del Cabo, Cabo Occidental, Sudáfrica, 1086 m (3563,0 pies) sobre el Océano Atlántico

Sobre el terreno
- Innumerables picos de las montañas Drakensberg de Sudáfrica se consideran formaciones acantiladas. La cordillera Drakensberg está considerada, junto con los Montañas Simen de Etiopía, como una de las dos cordilleras erosionales más bellas de la Tierra. Debido a su formación geológica casi única, la cordillera tiene un porcentaje extraordinariamente alto de acantilados en toda su longitud, sobre todo a lo largo de la parte más alta de la cordillera. Esta parte de la cordillera es prácticamente ininterrumpida acantilados, que van desde 600 m (1968,5 pies) a 1200 m (3937,0 pies) de altura para casi 250 km (155,3 mi). De todos ellos, el "Anfiteatro Drakensberg" (mencionado anteriormente) es el más conocido.[cita requerida] Otros acantilados notables son Trojan Wall, Cleft Peak, Injisuthi Triplets, Cathedral Peak, Monk's Cowl, Mnweni Buttress, etc. Los acantilados del Cañón del río Blyde, que técnicamente siguen formando parte de las Drakensberg, pueden superar los 800 m (2624,7 pies), con la cara principal de la Swadini Buttress de aproximadamente 1000 m (3280,8 pies) de altura.
  - Anfiteatro Drakensberg, Sudáfrica 1200 m (3937,0 pies) de altura, 5 km (3,1 mi) de longitud. El Salto del Tugela, la segunda cascada más alta del mundo, caen 948 m (3110,2 pies) sobre el borde del acantilado.
- Karambony, Madagascar, 380 m (1246,7 pies) por encima de la base.
- Monte Meru (Tanzania) Acantilados de la Caldera, 1500 m (4921,3 pies)
- Tsaranoro, Madagascar, 700 m (2296,6 pies) por encima de la base.

### América

#### Norte

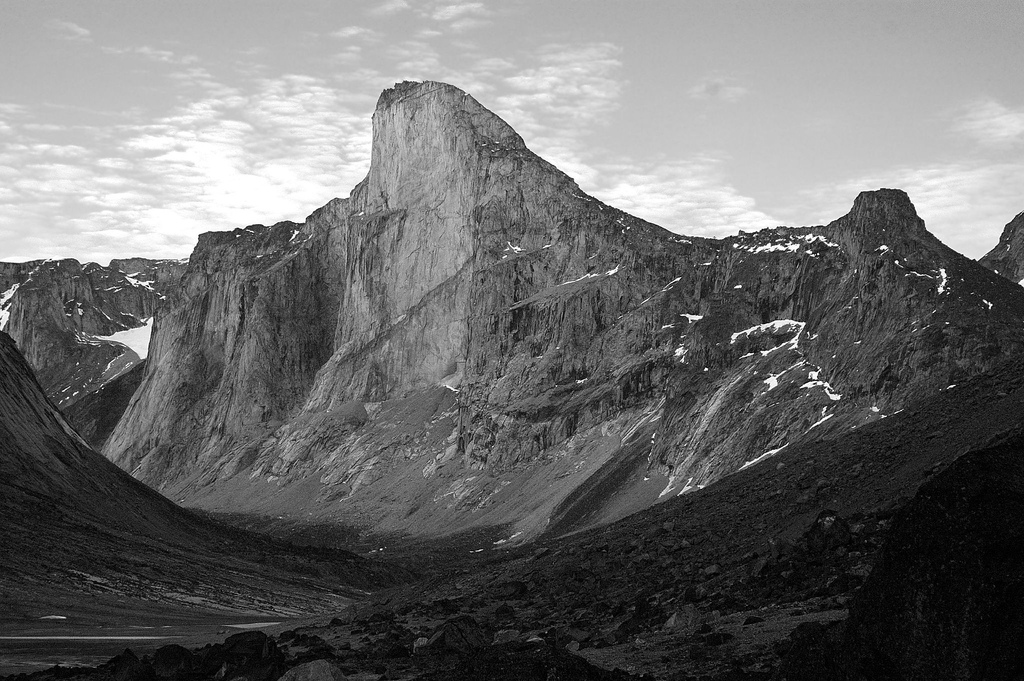
Monte Thor, Isla de Baffin, Nunavut, Canadá, comúnmente considerado como la caída vertical más alta de la Tierra

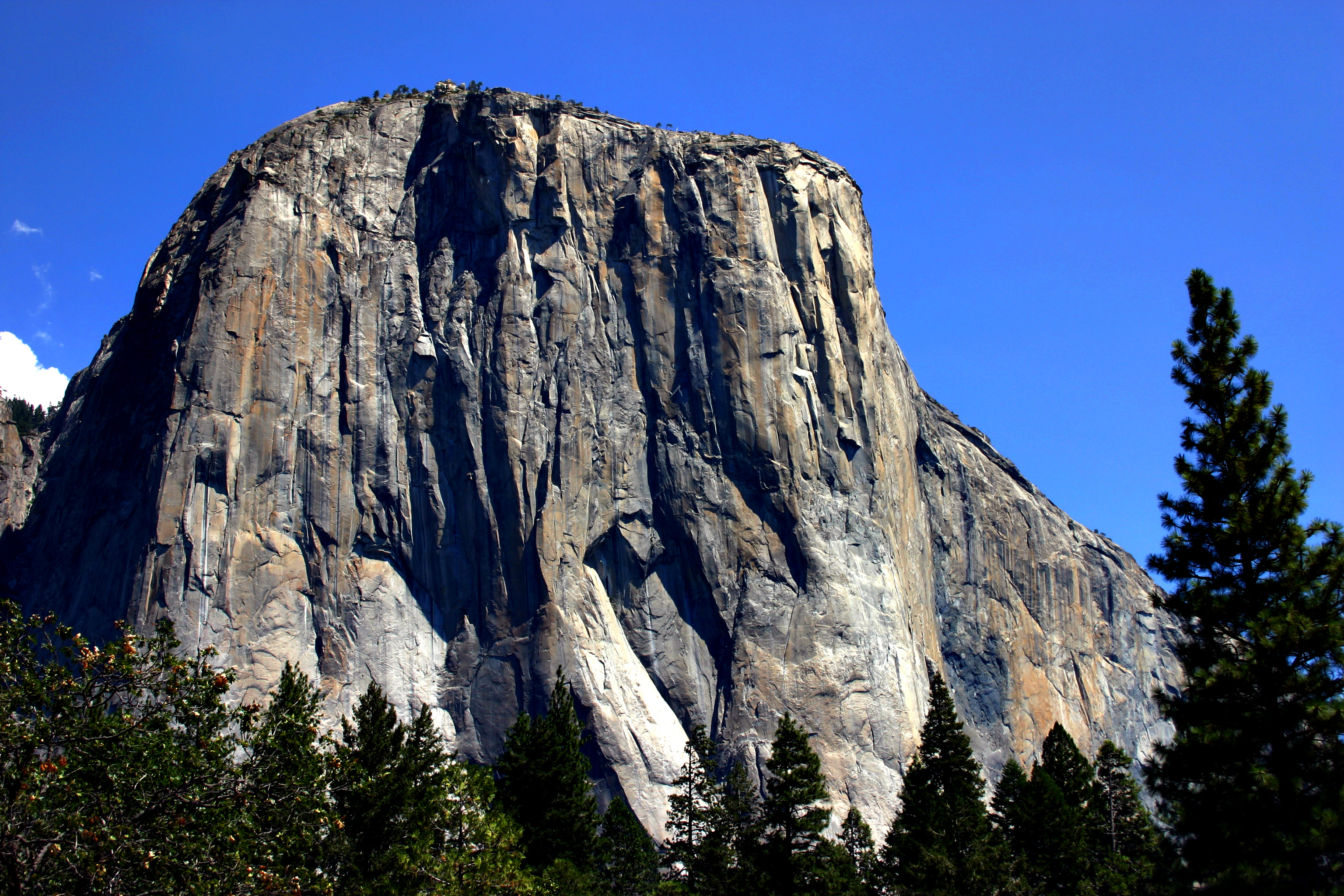
Cara suroeste de El Capitán desde Yosemite Valley

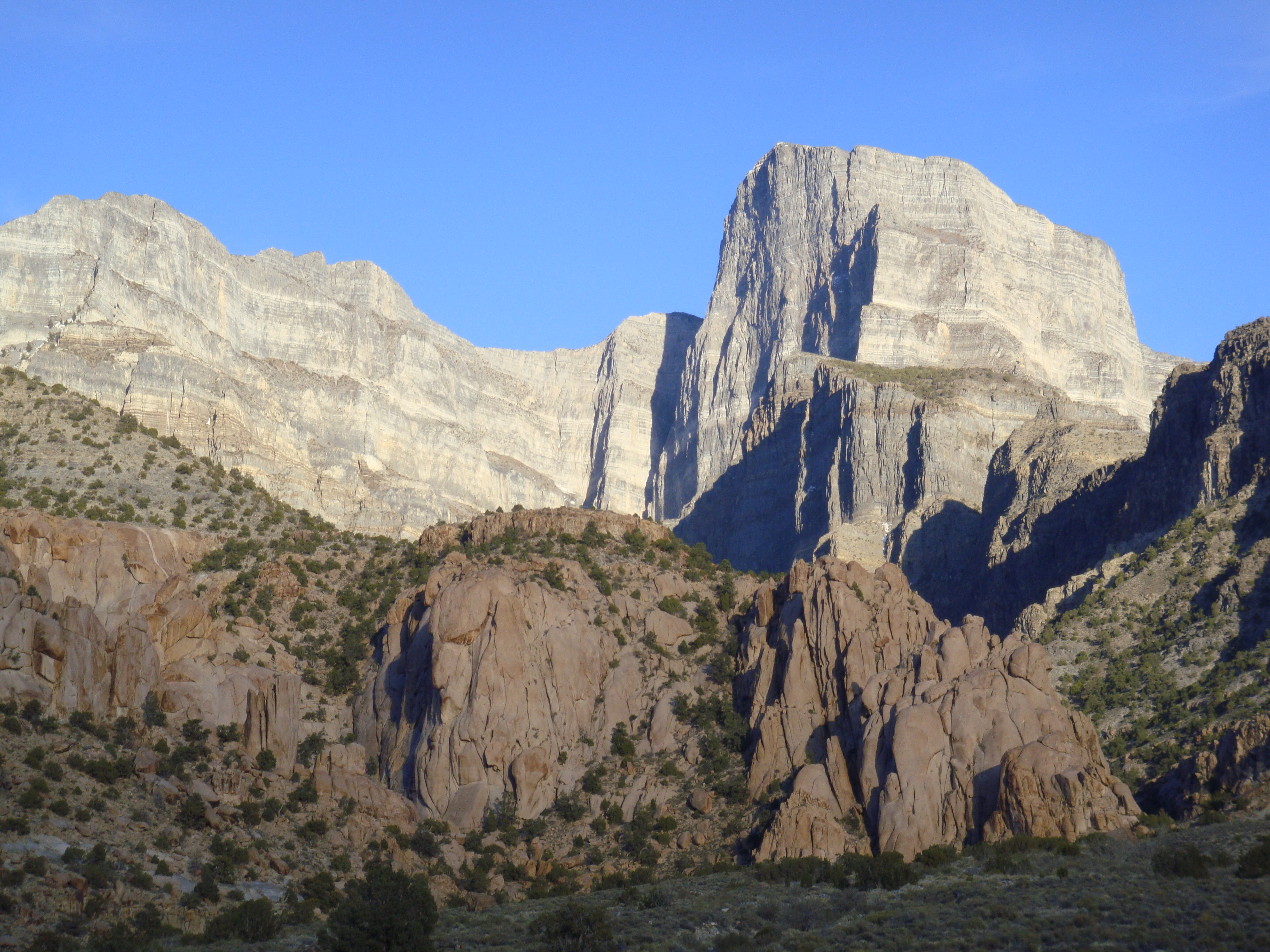
La cara de Notch Peak al atardecer

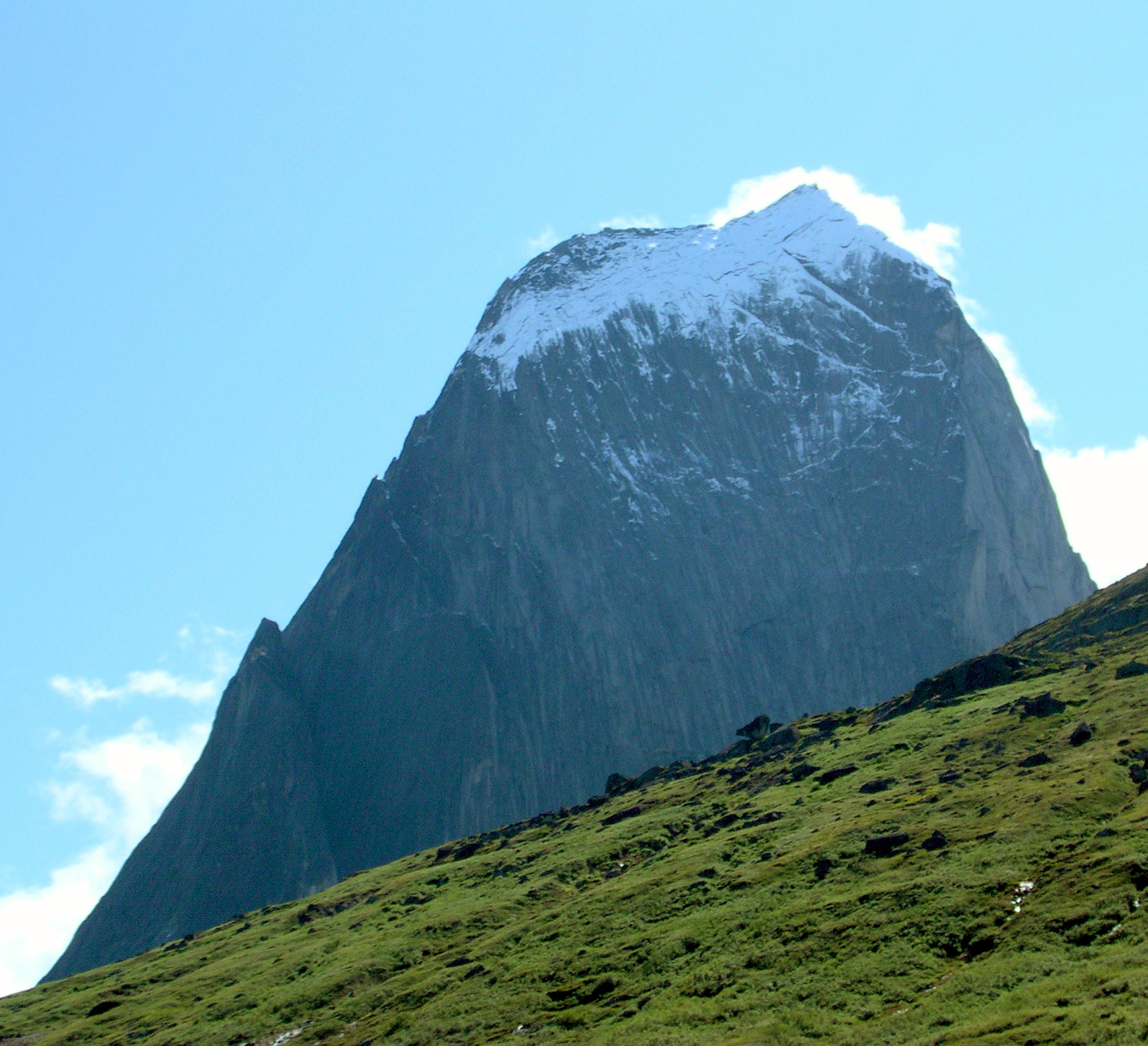
Cara oeste del Ketil en Tasermiut, Groenlandia

Varias grandes caras de granito de la región del Ártico compiten por el título de «caída vertical más alta de la Tierra», pero no siempre se dispone de mediciones fiables. Entre los posibles contendientes figuran (las medidas son aproximadas):
Monte Thor, Isla de Baffin, Canadá; 1.370 m (4.500 pies) en total; la cima sobresale 480 m (1600 pies). Esto es comúnmente considerado como la mayor caída vertical en la Tierra  ot:leapyear at 1,250 m (4,100 ft).
1. La escarpada cara norte de Polar Sun Spire, en el §74:MTAtoFa

de la isla de Baffin, se eleva 1.500 metros sobre el fiordo helado, aunque la parte inferior de la cara se separa de la pared vertical con una serie de salientes y contrafuertes.
1. Las caras occidentales de Ketil y su vecina Ulamertorsuaq en Tasermiut, Groenlandia han superado los 1.000 m de altura.[9][10][11] Otro acantilado relevante en Groenlandia es el Agdlerussakasit de Thumbnail.[12]

Otros acantilados notables son:
- Acantilado Ättestupan, lado norte del fiordo Kaiser Franz Joseph, Groenlandia 1300 m (1421,7 yd).[13]
- Big Sandy Mountain, contrafuerte de la cara este, Wind River Range, Wyoming, 550 m.
- Calvert Cliffs a lo largo de la Bahía de Chesapeake en Maryland, Estados Unidos, 25 m.
- Cap Éternité del río Saguenay, Quebec, Canadá, 347 m
- Todas las caras de Devils Tower, Wyoming, Estados Unidos, 195 m
- Doublet Peak, cara suroeste, Wind River Range, Wyoming, Estados Unidos, 370 m
- El Capitán, Valle de Yosemite, California, Estados Unidos; 900 m (3,000 ft)
- Grand Teton, cara norte Cordillera Teton, Wyoming 760 m (831,1 yd)
- Cara noroeste de Half Dome, cerca de El Capitán, California, Estados Unidos; 1.444 m (4.737 pies) en total, parte vertical de unos 610 m (2.000 pies)
- Longs Peak Diamond, Rocky Mountain National Park, Colorado, Estados Unidos, 400 m
- Monte Asgard, Isla de Baffin, Canadá; caída vertical de unos 1.200 m (4.000 pies).
- Monte Siyeh, parque nacional de los Glaciares cara norte, 1270 m (1388,9 yd)
- La cara norte del North Twin Peak, Montañas Rocosas, Alberta, Canadá, 1.200 m
- La cara oeste del Notch Peak en la House Range del suroeste de Utah, EE. UU.; una roca carbonatada de pura caída vertical de unos 670 m (2.200 pies), con 4450 pies (1356 m) desde la cima del acantilado hasta el fondo del valle (fondo del cañón bajo la muesca)
- Painted Wall en el parque nacional Black Canyon of the Gunnison, Colorado (Estados Unidos); 685 m.
- Acrópolis de los balseros, una pared rocosa de la Montagne des Érables, Quebec, Canadá, 800 m
- Rockwall, parque nacional Cañón Negro del Gunnison, Columbia Británica, Canadá, 30 km de acantilados casi ininterrumpidos de hasta 900 m.[14]
- Royal Gorge acantilados, Colorado, Estados Unidos, 350 m
- Caras de Shiprock, Nuevo México, Estados Unidos, 400 m
- Todas las paredes del Stawamus Chief, Squamish, Columbia Británica, Canadá, hasta 500 m.
- Temple Peak, cara este, Wind River Range, Wyoming, 400 m
- Temple Peak East, cara norte, Wind River Range, Wyoming, 450 m
- Toroweap (también conocido como Tuweep), Gran Cañón, Arizona, Estados Unidos; 900 m (3.000 pies)
- Uncompahgre Peak, cara noreste, San Juan Range, Colorado, 275 m (550 m de elevación sobre la meseta circundante)
- Cara este del West Temple en Zion National Park, Utah, Estados Unidos Se cree que es el acantilado de arenisca más alto del mundo,[15] 670 m

#### Sur

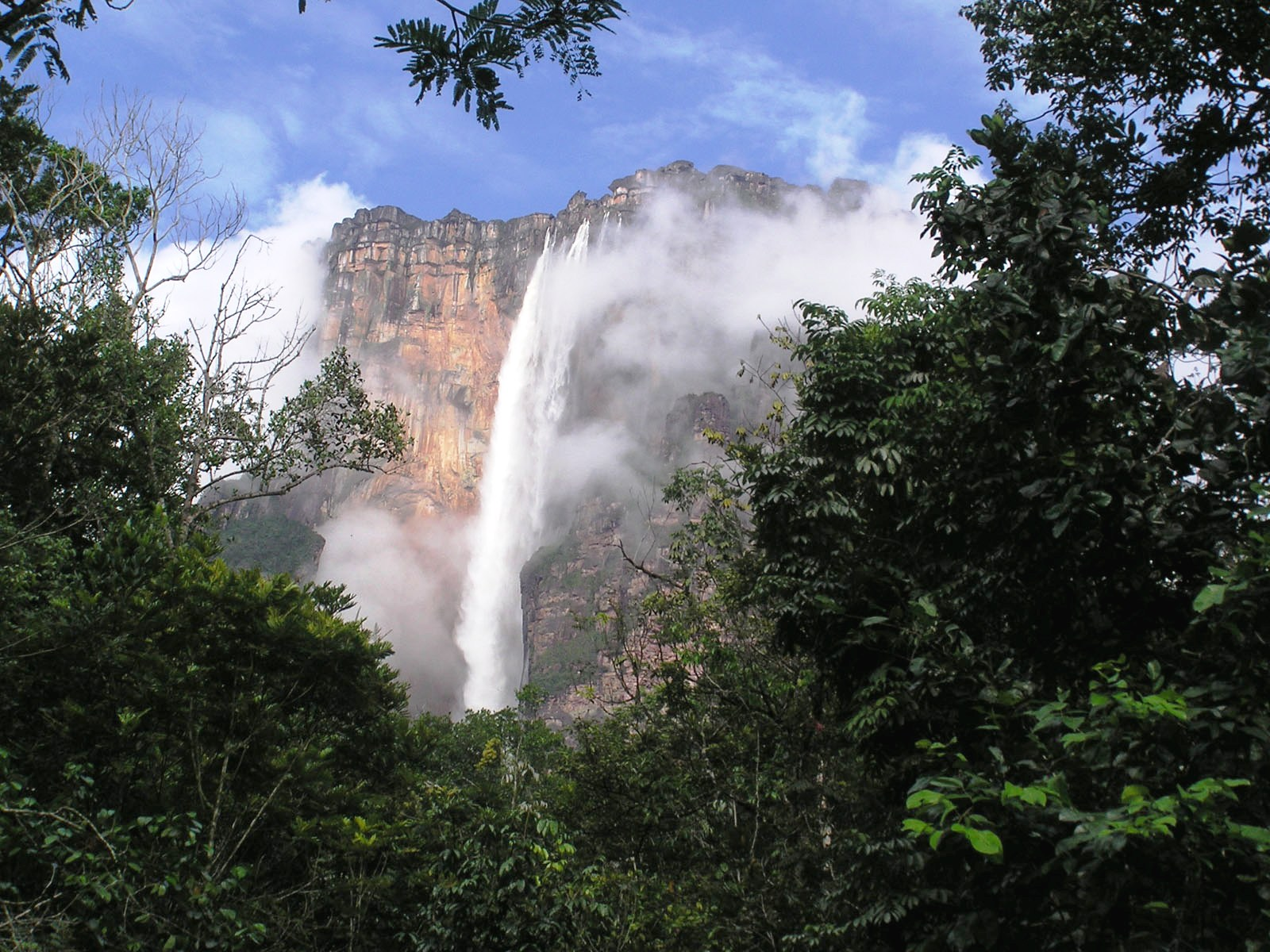
Salto Ángel de Isla Ratón, Venezuela

- Todas las caras del Auyantepui, junto con todos los demás Tepuis, Venezuela, Brasil y Guyana, el Auyan Tepui tiene unos 1000 m (ubicación del Salto Ángel) (las cataratas tienen 979 m, las más altas del mundo).

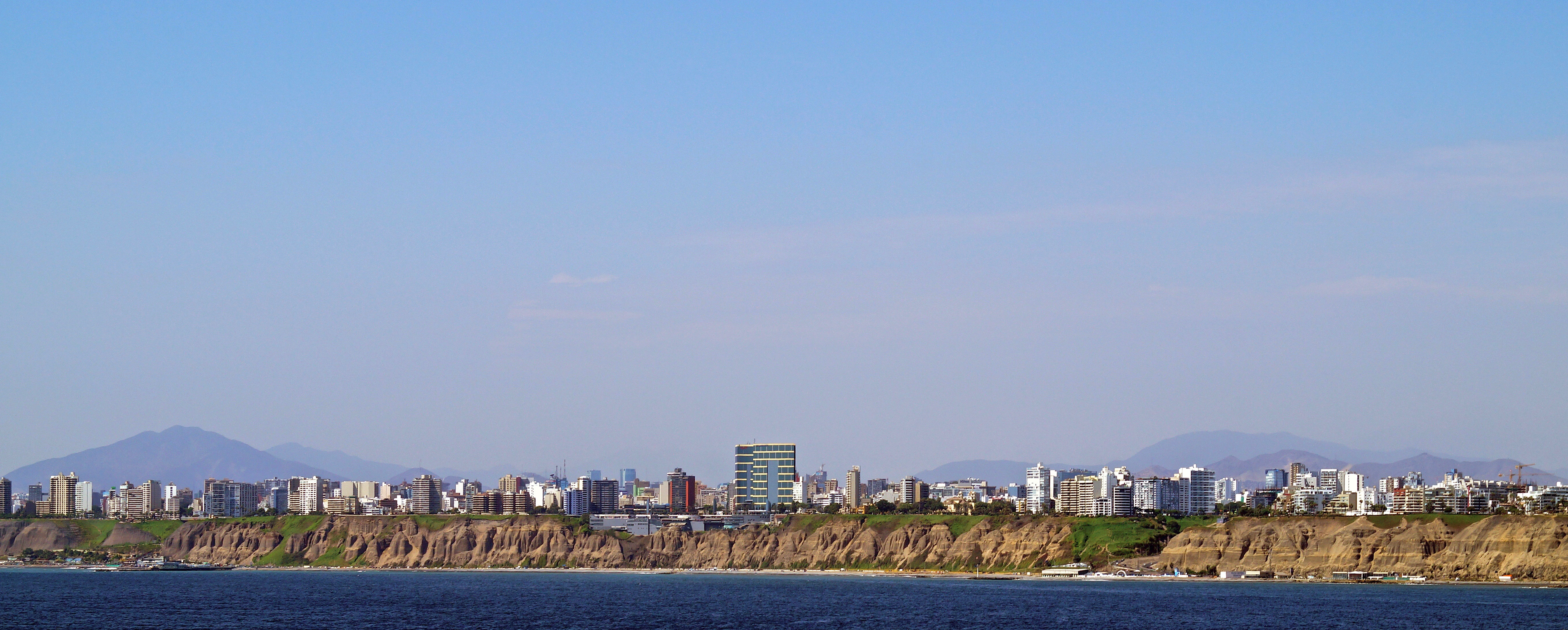
Acantilado Costa Verde, Lima, Perú

- Todas las caras del cerro Chalten (Fitz Roy), Patagonia, Argentina-Chile, 1200 m
- Acantilado Costa Verde, Lima, PerúTodas las caras del cerro Torre, Patagonia, Chile-Argentina
- Pão de Açúcar/Pan de Azúcar, Río de Janeiro, Brasil, 395 m
- Pared de Gocta, Perú, 771 m
- Pared Sur Cerro Aconcagua. Las Heras, Mendoza, Argentina, 2700 m
- Pedra Azul, parque estatal de la Pedra Azul, Espirito Santo, Brasil, 540 m
- Piedra Riscada, São José do Divino/MG, Minas Gerais, Brasil, 1480 m
- Caras del grupo Torres del Paine, Patagonia, Chile, hasta 900 m

Sobre el Mar
- Costa Verde, Perú, 70 m sobre el Océano Pacífico

### Europa
Sobre el mar
- Beachy Head, Inglaterra, 162 m sobre el Canal de la Mancha
- Beinisvørð, Islas Feroe, 470 m sobre el Atlántico Norte
- Belogradchik Rocks, Bulgaria - torres de arenisca de hasta 200 m de altura
- Benwee Head Acantilados, Erris, County Mayo, Irlanda, 304 m sobre el océano Atlántico
- Cabo Girão, Madeira (Portugal), 589 m sobre el Océano Atlántico
- Cap Canaille, Francia, 394 m sobre el mar Mediterráneo es el acantilado marino más alto de Francia
- Cabo Enniberg, Islas Feroe, 750 m sobre el Atlántico Norte
- Conachair, St Kilda, Escocia 427 m sobre el océano Atlántico, el acantilado marino más alto del Reino Unido
- Croaghaun, Achill Island, Irlanda, 688 m sobre el océano Atlántico
- Dingli Cliffs, Malta, 250 m sobre el mar Mediterráneo
- Dvuglav, Rila Montaña, Bulgaria 460 m (cara sur)
- Étretat, Francia, 84 m sobre el Canal de la Mancha
- Faneque, Gran Canaria, España, 1027 m sobre el océano Atlántico
- Acantilados Hangman, Devon 318 m sobre el Canal de Bristol es el acantilado marino más alto de Inglaterra
- High Cliff, entre Boscastle y St Gennys, 223 m sobre el Mar Céltico[16]
- Hornelen, Noruega, 860 m por encima de Skatestraumen
- Hvanndalabjarg, Ólafsfjörður, Islandia, 630 m sobre el océano Atlántico
- Jaizkibel, España, 547 m sobre el Golfo de Vizcaya
- Acantilados de Kaliakra, Bulgaria, más de 70 m sobre el Mar Negro
- El Kame, Foula, Shetland, 376 m sobre el Atlántico Norte, segundo acantilado marino más alto del Reino Unido
- Le Tréport, Francia, 110 m sobre el Canal de la Mancha
- Cliffs of Moher, Irlanda, 217 m sobre el océano Atlántico
- Møns Klint, Dinamarca, 143 m sobre el mar Báltico
- Monte Solaro, Capri, Italia, 589 m sobre el mar Mediterráneo
- Ontika Acantilado de piedra caliza, Estonia, 55 m sobre el mar Báltico.
- Preikestolen, Noruega, 604 m sobre Lysefjorden
- Slieve League, Irlanda, 601 m sobre el océano Atlántico
- Isla de las Serpientes (Mar Negro), Snake Island, Ucrania, 41 m sobre el Mar Negro
- Vixía Herbeira, Norte de Galicia, España, 621 m sobre el Océano Atlántico
- Acantilados blancos de Dover, Inglaterra, 100 m sobre el Estrecho de Dover

Sobre tierra
- Las seis grandes caras norte de los Alpes (Eiger 1.500 m, Cervino 1.350 m, Grandes Jorasses 1.100 m, Petit Dru 1.000 m, y Piz Badile 850 m, Cima Grande di Lavaredo 450 m)
- Giewont (cara norte), Montes Tatras, Polonia, 852 m sobre Polana Strążyska glade
- Kjerag, Noruega 984 m.
- Mięguszowiecki Szczyt cara norte se eleva a 1.043 m sobre el nivel del lago Morskie Oko, Altos Tatras, Polonia.
- Trollveggen, Noruega 1100 m sobre la base
- Vihren pico cara norte, Pirin Montaña, Bulgaria 460 m al (Golemiya Kazan)
- Vratsata, parque natural de los Balcanes de Vrachanski, Bulgaria 400 m[17]

Submarino
- Acantilado de Bouldnor - las aguas de la costa de la Isla de Wight[18]

## Como hábitat
Los accidentes geográficos de los acantilados proporcionan nichos de hábitat únicos para una variedad de plantas y animales, cuyas preferencias y necesidades se adaptan a la geometría vertical de este tipo de accidentes geográficos. Por ejemplo, varias aves tienen afinidades decididas para elegir ubicaciones en los acantilados para anidar, a menudo impulsado por la defensa de estos lugares, así como la ausencia de ciertos depredadores.

### Flora
La población de la rara Borderea chouardii, durante 2012, existió solo en dos hábitats de acantilados dentro de Europa occidental.